# Mirimyces pulcher
Mirimyces pulcher är en svampart som beskrevs av Nag Raj 1993. Mirimyces pulcher ingår i släktet Mirimyces, divisionen sporsäcksvampar och riket svampar.   Inga underarter finns listade i Catalogue of Life.